# Natanael
Natanael ist ein männlicher Vorname.

## Herkunft und Bedeutung
→ Hauptartikel: Nathanael
Beim Namen Natanael handelt es sich um eine spanische, portugiesische und schwedische sowie seltene deutsche Variante von Nathanael.

## Verbreitung
Natanael ist als Vorname international nicht sehr verbreitet. In Schweden wird er überwiegend als Zweitname genutzt.
In Deutschland wurde der Name zwischen 2006 und 2018 nur etwa 50 Mal vergeben.

## Bekannte Namensträger
- Eric Natanael Backman (1896–1965), schwedischer Leichtathlet
- Natanael Berg (1879–1957), schwedischer Komponist